# 細川内膳家
細川内膳家（ほそかわないぜんけ）は、清和源氏細川氏の庶流にあたる武家・士族・華族だった家。細川忠興の長男忠隆を祖とし、江戸時代には長岡を称して熊本藩の一門家臣となり、維新後には細川に復姓し士族を経て華族の男爵家に列した。

## 歴史
細川忠興の長男忠隆の子孫にあたる。忠隆は関ヶ原の戦いの時に死を選んだ母ガラシャを見捨てて脱出した妻の千世を擁護したために怒った父忠興に追放されて出家し長岡休無と称して京都に住んだので家督を継げなかった経緯があった。その子の長岡忠恒・忠春は、休無の死後に藩主細川光尚から肥後熊本に招かれて熊本藩一門家臣長岡内膳家となった。熊本藩では一門首座の地位にあり、6000石を知行した。
幕末維新期の当主長岡忠顕は戊辰戦争や西南戦争で戦功を挙げた。明治4年（1871年）には細川姓に復して細川忠顕となった。
維新後は当初士族であったが、細川忠穀の代の明治15年11月20日に旧主家の細川護久侯爵が細川忠穀と細川興増（細川刑部家）の華族編列の請願書を提出した。しかし政府は、両細川家について特に西南戦争における勲功が多い家であるものの、それは旧佐賀藩一門・家老だった鍋島・諫早諸家も同じであるから結局「容易に御沙汰に及ばれざる方然るべき哉」としてこの段階では不許可とした。『授爵録』（明治二十一年～二十二年）によれば、明治21年にも前回と同じく細川護久侯爵が細川忠穀と細川興増の授爵請願を申請していることが確認できるが、やはり不許可となっている。『授爵録』（明治三十一年）によると、明治26年に、またしても細川護久侯爵が「細川忠穀細川興増族籍之義二付願」を提出している。その中で、熊本藩の支藩藩主だった茂木細川家と宇土細川家を「末家」と称し、こちらは子爵を授けられているにもかかわらず、「一門」だったこの両細川家は士族にとどまっている点、また熊本藩の家老だった米田家、松井家にも男爵授爵があった点を指摘し、両細川家にも授爵があるよう請願したが、この時点でも不許可になっている。
明治30年10月27日に至って、叙爵請願でセットで扱われてきた細川刑部家の興増が一足早く華族の男爵に叙せられた。忠穀も華族の地位を欲し、授爵請願運動を継続した。『授爵録』（明治三十一年）によれば、明治31年2月10日付けの当局の審査書類「華族編列ノ請願及詮議件伺」に伊達基寧、浅野忠、種子島守時、渡辺半蔵とともに細川忠穀の名前も挙がっている。しかし、先代忠顕に幕末維新や西南戦争における勲功はあるものの、旧禄が6000石であり1万石なかったことから却下されている。
一度は宮内省爵位局において詮議の対象外とされながら、『授爵録』（明治三十三年ノ一年）によれば、明治33年3月5日付けで熊本県知事徳久恒範が爵位局長代理で皇后宮大夫の香川敬三に宛てて忠穀の叙爵を申請し、同家の幕末維新や西南戦争における勲功を列挙した。この際の宮内省の審議により旧万石以下陪臣とはいえ、授爵に値する勲功を挙げた家と認められて、明治33年5月9日付けを以て華族の男爵家に列せられた。
忠穀(1852年8月22日-1905年8月2日)以降は忠雄(1875年12月27日-1936年6月5日)、忠督(1902年8月28日-1994年2月20日)と続いた。3代男爵忠督の代の昭和前期に細川内膳男爵家の住居は神奈川県鎌倉町長谷原ノ台にあった。
忠督の跡は長男忠幸(1925年7月29日-1970年11月12日)を経て、その長男和彦(1952年5月生)が現当主である。